# Exército Revolucionário de Bougainville
O Exército Revolucionário de Bougainville (em inglês:  Bougainville Revolutionary Army, BRA) foi um grupo secessionista formado em 1988 por nativos de Bougainville buscando a independência de Papua-Nova Guiné. Seu líder era Francis Ona, que liderou o grupo contra a Força de Defesa de Papua-Nova Guiné durante o violento conflito de dez anos. 
Os líderes da organização argumentaram que Bougainville é etnicamente parte das Ilhas Salomão e não lucravam com a extensa mineração que ocorreu na ilha. Em 1989, o Exército Revolucionário de Bougainville proclamou Bougainville independente da Papua-Nova Guiné e estabeleceu o Governo Autônomo de Bougainville. Como resultado, os combates entre os rebeldes e as forças governistas, com apoio da Austrália, aumentaram.
Em janeiro de 1991, foi assinada a Declaração de Honiara sob a qual ambos os lados concordaram com um cessar-fogo. Mas este cessar-fogo foi logo quebrado e os combates continuaram. Em 1996, o Exército Revolucionário de Bougainville acusou o exército da Papua Nova Guiné de usar fósforo branco, uma arma química proibida.. 
Em 1997, Bill Skate, do Partido do Congresso Nacional do Povo, foi eleito primeiro-ministro de Papua Nova Guiné e prometeu que a paz em Bougainville seria sua maior prioridade. Isso levou à assinatura de um acordo de cessar-fogo, o Rotokas Record, e um movimento em direção à paz e à autonomia de Bougainville. Como resultado, o Exército Revolucionário de Bougainville não está mais ativamente engajado nos combates, embora alguns de seus líderes estejam envolvidos no Governo Autônomo de Bougainville.
Em 2001, um acordo de paz foi assinado, entre outros, pelo comandante da organização Joseph Kabui, que venceu as eleições presidenciais de Bougainville em 2005, como candidato ao Congresso do Povo de Bougainville (54,8% dos votos), tornando-se assim o primeiro presidente do província autónoma (2005-2008), com John Tabinaman como vice-presidente. Ishmael Toroama, um dos comandantes da do grupo e signatário do acordo de paz de 2001, é por sua vez eleito presidente de Bougainville em 2020, com a tarefa de negociar com Papua Nova Guiné a independência de Bougainville decidida por referendo em 2019.
Nem todos os rebeldes concordaram com o Tratado de Paz e o boicotaram, e resistiram em uma zona interdita oficial, protegida por membros da Força de Defesa Meekamui, comandada por Moses Pepino.